# George Dietz von Bayer
George Paul Dietz, ab 1884 Dietz von Bayer (* 25. Januar 1827 in Berlin; † 15. Juni 1898 in Karlsbad) war Rittergutsbesitzer und Mitglied des Deutschen Reichstags.

## Leben
Dietz besuchte das Evangelische Gymnasium in Glogau und das Köllnische Real-Gymnasium Berlin. Nach zweijähriger praktischer Tätigkeit als Landwirth besuchte er 1847 die landwirtschaftliche Akademie zu Hohenheim. 1852 übernahm er von seinem Schwiegervater Amtsrat Bojer durch Zession die Domänenpachtung Himmelstädt. Weiter war er Besitzer des Rittergutes Raduchow.
Er war Mitglied des Kreistages sowie der Kreis- und der Provinz-Synode. Außerdem war er Amtsvorsteher, Schiedsmann und Standesamts-Beamter. Von 1884 bis 1890 war er Mitglied des Deutschen Reichstags für den Wahlkreis Regierungsbezirk Frankfurt 2 Landsberg (Warthe), Soldin und die Deutschkonservative Partei.
1884 wurde Dietz als Dietz von Bayer in den preußischen Adelsstand erhoben.